# Parigi-Bourges 2016
La Parigi-Bourges 2016, sessantaseiesima edizione della corsa maschile di ciclismo su strada valevole come evento del circuito UCI Europe Tour 2016 categoria 1.1, si svolse il 6 ottobre 2016 su un percorso di 190,3 km. La vittoria fu appannaggio dell'irlandese Sam Bennett, il quale giunse al traguardo in 4h38'55", alla media di 40,937 km/h, precedendo il russo Aleksandr Porsev e il francese Rudy Barbier.
Sul traguardo di Bourges 144 ciclisti, su 164 partenti, portarono a termine la competizione.

## Squadre e corridori partecipanti
| N.      | Cod. | Squadra                      |
| ------- | ---- | ---------------------------- |
| 1-8     | BOA  | Bora-Argon 18                |
| 11-18   | ALM  | AG2R La Mondiale             |
| 21-28   | FDJ  | FDJ                          |
| 32-38   | DDD  | Team Dimension Data          |
| 41-48   | KAT  | Team Katusha                 |
| 51-58   | COF  | Cofidis                      |
| 61-68   | DEN  | Direct Énergie               |
| 71-78   | DMP  | Delko-Marseille Provence-KTM |
| 81-88   | FVC  | Fortuneo-Vital Concept       |
| 91-98   | TSV  | Topsport Vlaanderen-Baloise  |
| 101-108 | WGG  | Wanty-Groupe Gobert          |

| N.      | Cod. | Squadra                          |
| ------- | ---- | -------------------------------- |
| 111-118 | AUB  | HP BTP-Auber 93                  |
| 121-128 | RLM  | Roubaix-Lille Métropole          |
| 131-138 | ADT  | Armée de Terre                   |
| 141-148 | CCD  | Team Differdange-Losch           |
| 151-158 | WBC  | Wallonie Bruxelles-Group Protect |
| 161-168 | VBG  | Team Vorarlberg                  |
| 171-178 | RDT  | Rabobank Development Team        |
| 181-188 | EUS  | Euskadi Basque Country-Murias    |
| 191-198 | GSU  | Team Giant Scatto U23            |
| 201-208 | AZT  | D'Amico-Bottecchia               |

## Ordine d'arrivo (Top 10)
| Pos. | Corridore          | Squadra   | Tempo    |
| ---- | ------------------ | --------- | -------- |
| 1    | Sam Bennett        | Bora      | 4h38'55" |
| 2    | Aleksandr Porsev   | Katusha   | s.t.     |
| 3    | Rudy Barbier       | Roubaix   | s.t.     |
| 4    | Marc Sarreau       | FDJ       | s.t.     |
| 5    | Jacopo Guarnieri   | Katusha   | s.t.     |
| 6    | Christophe Laporte | Cofidis   | s.t.     |
| 7    | Romain Feillu      | HP BTP    | s.t.     |
| 8    | Samuel Dumoulin    | AG2R      | s.t.     |
| 9    | Kristian Sbaragli  | Dimension | s.t.     |
| 10   | Roy Jans           | Wanty     | s.t.     |